# Шојринг
Шојринг (њем. Scheuring) општина је у њемачкој савезној држави Баварска. Једно је од 31 општинског средишта округа Ландсберг ам Лех. Према процјени из 2010. у општини је живјело 1.825 становника. Посједује регионалну шифру (AGS) 9181138.

## Географски и демографски подаци
Шојринг се налази у савезној држави Баварска у округу Ландсберг ам Лех. Општина се налази на надморској висини од 564 метра. Површина општине износи 21,4 km². У самом мјесту је, према процјени из 2010. године, живјело 1.825 становника. Просјечна густина становништва износи 85 становника/km².